# Biały miś z Zakopanego

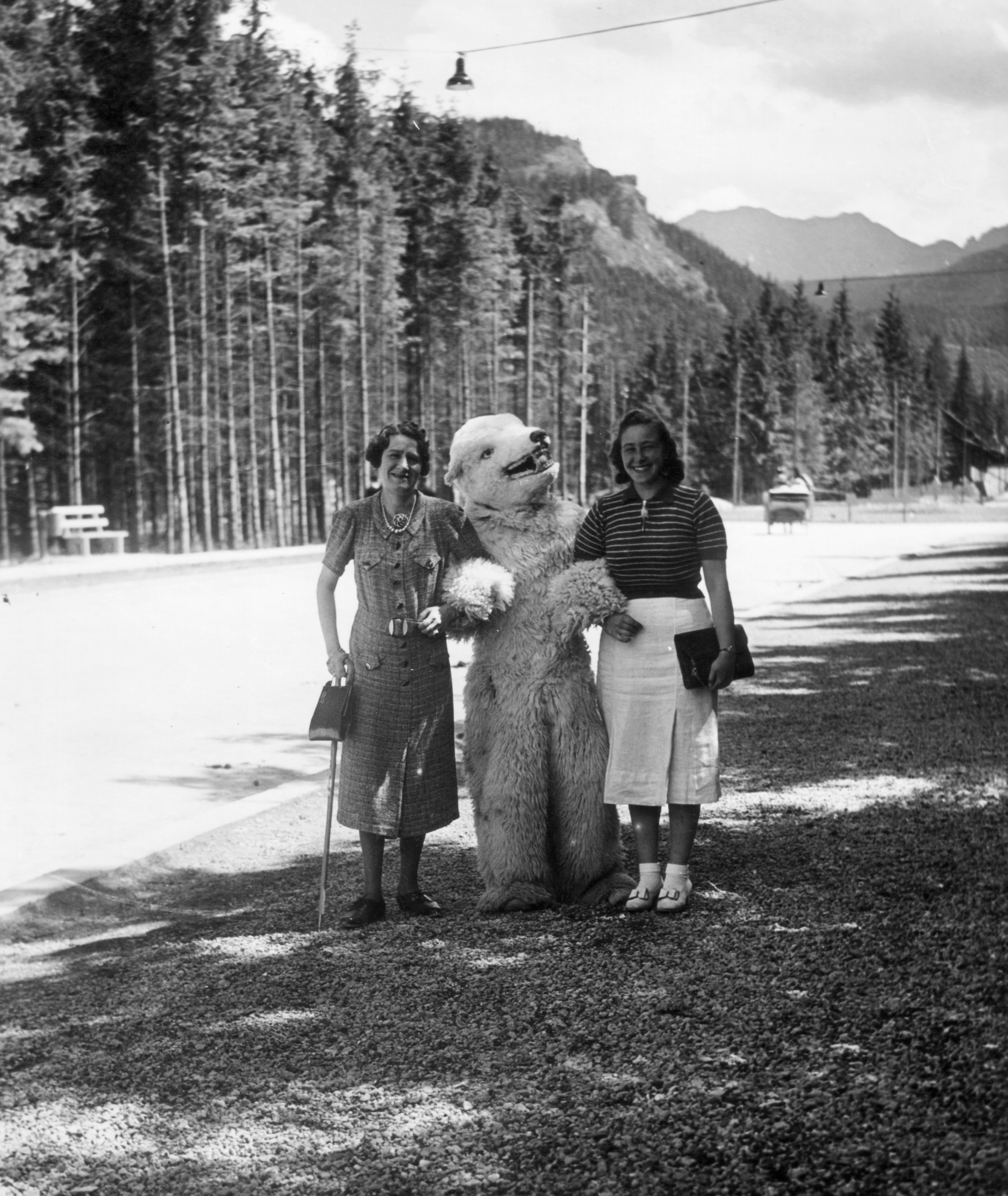
Biały miś z turystkami w Tatrach Wysokich (1939)

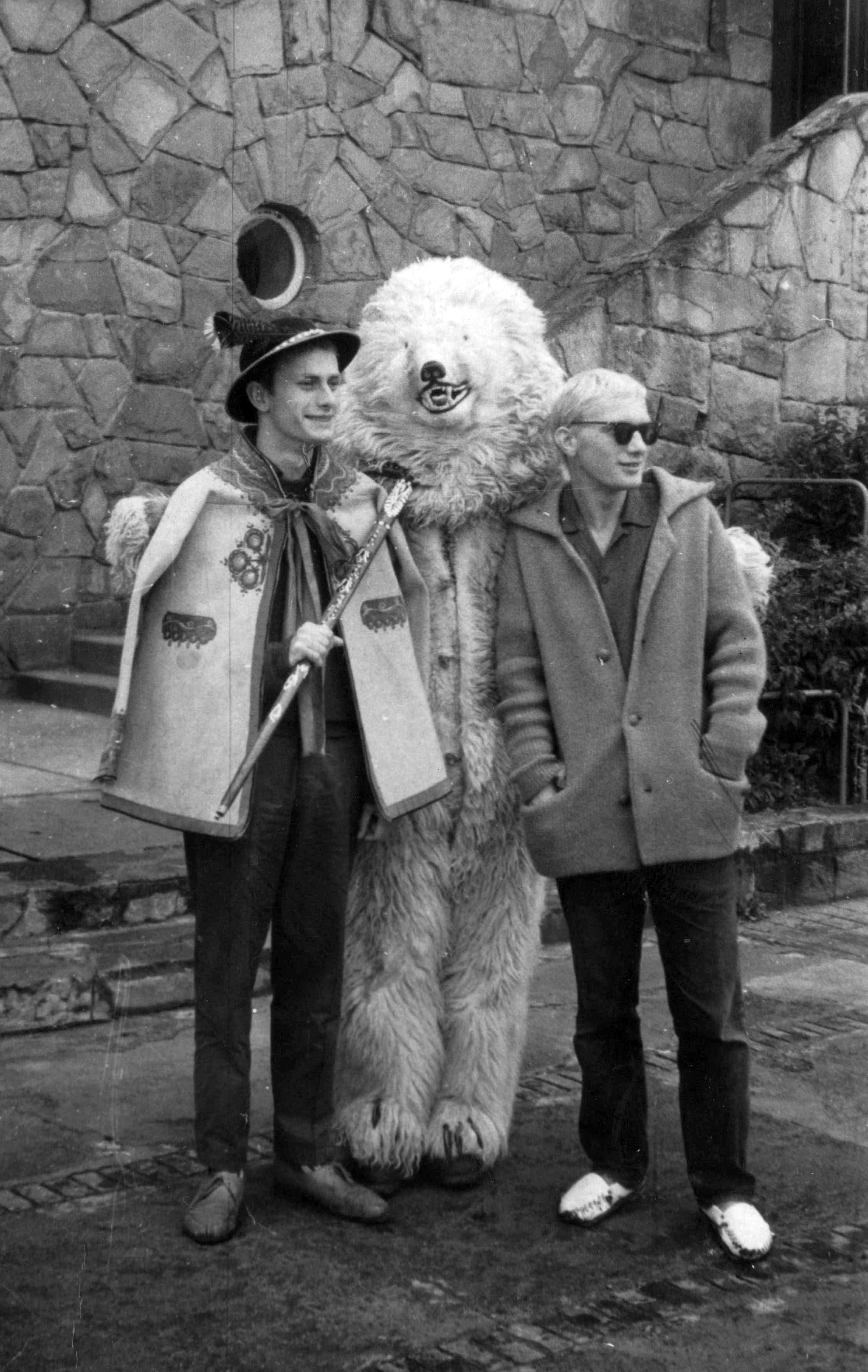
Biały miś z turystami w Tatrach Wysokich (1961)

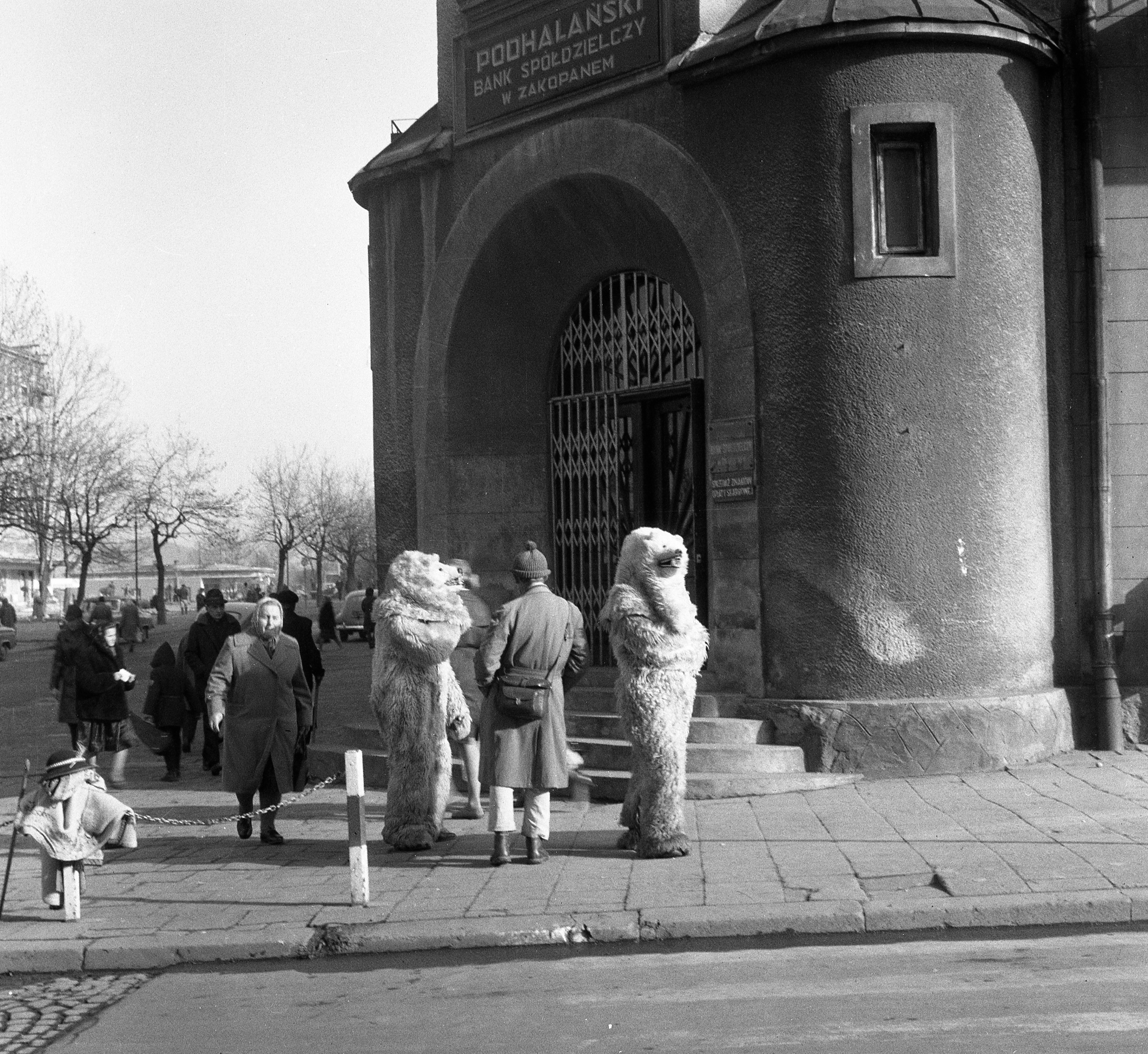
Białe misie na ulicy Kościuszki w Zakopanem (1965)

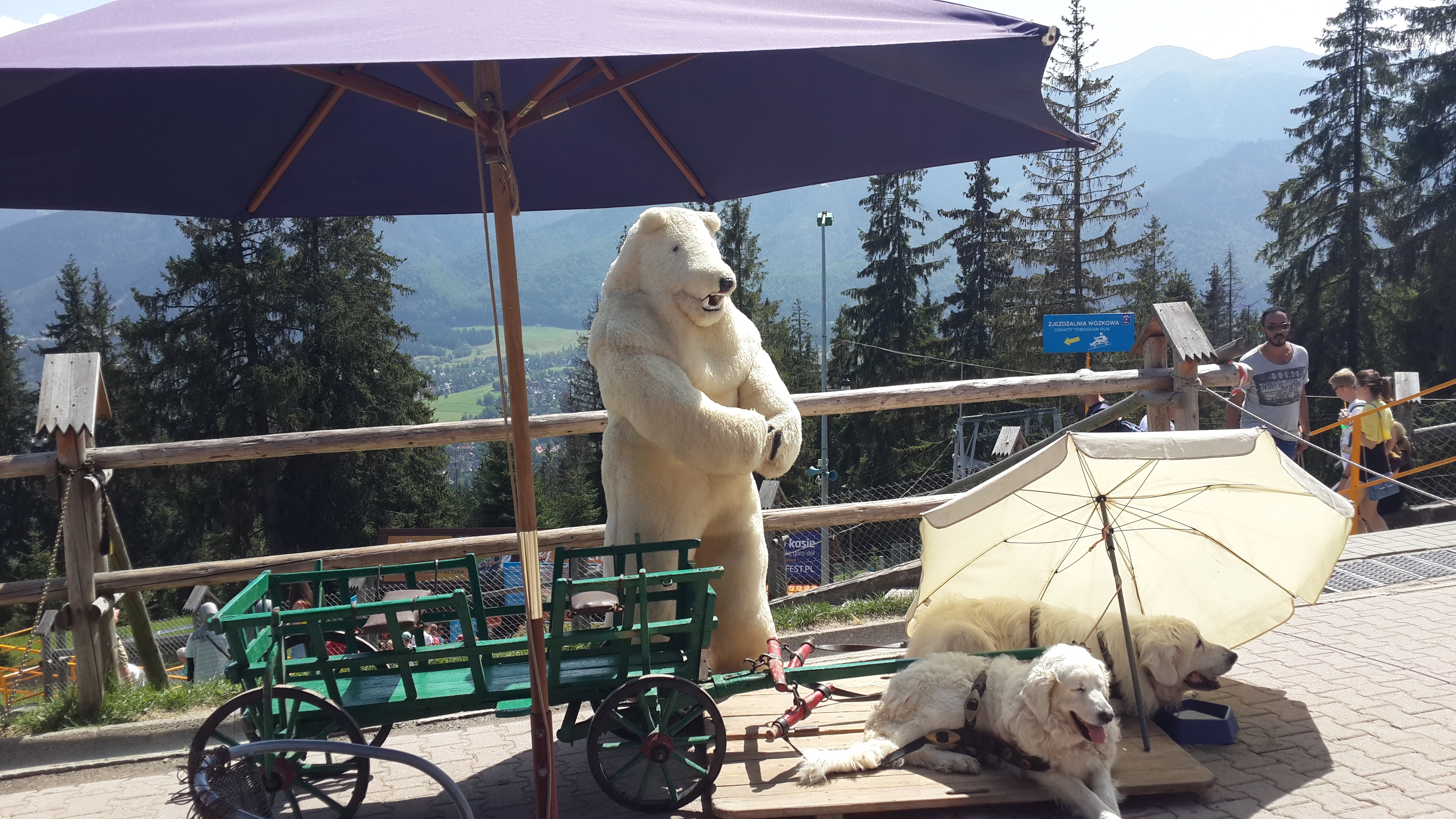
Biały miś na Gubałówce (2017)

Biały miś z Zakopanego (także Biały miś z Krupówek) – postać białego niedźwiedzia, będąca atrakcją turystyczną Zakopanego.

## Historia
Istnieje kilka wersji o pochodzeniu zakopiańskiego białego misia. Według jednej z nich inspiracją dla niego były niedźwiedzie polarne, sprowadzone do ogrodu zoologicznego w Berlinie po I wojnie światowej. Niedźwiedzie stały się popularne wśród Niemców, odwiedzających ich wybieg. Jeden z niemieckich fotografów uszył niedźwiedzi strój, co spodobało się miejscowym i turystom, którzy chcieli mieć fotografię z tą maskotką. Być może zainspirowało to fotografów z Zakopanego, którzy postanowili zarobić na białym misiu także w Polsce. Innym powodem mogło być to, że postać w brązowym stroju misia źle wychodziła na zdjęciach, a ponadto trudno było wtedy na Podhalu o brunatne futro w przeciwieństwie do białego. Dodatkowo biały miś stojący na ulicy nie wzbudzał strachu, bo niedźwiedzie polarne, w odróżnieniu od niedźwiedzi brunatnych, nie występują w Tatrach, co uczłowieczało i odrealniało postać w białym stroju.
Prawdopodobnie pierwszym polskim fotografem, który zamówił futro białego misia w zakładzie kuśnierskim na Krupówkach w Zakopanem, był Henryk Schabenbeck w roku 1922. Sukces stroju spowodował, że inne zakłady fotograficzne zamawiały kostiumy u zakopiańskich kuśnierzy. Początkowo biały miś był postawiony na stelażu na Krupówkach, potem ubierał się w niego człowiek, który chodził z fotografem po mieście i pozował do zdjęć. W latach 30. XX wieku postać w białym stroju można było spotkać na plaży w Gdyni, Jastarni i Juracie, a w czasie niemieckiej okupacji okresu II wojny światowej z białym misiem fotografowali się żołnierze Wehrmachtu.
W czasach Polski Ludowej wiele zakładów fotograficznych miało swojego białego misia, który pozował do zdjęć za opłatą. W latach 70. XX wieku zatrudniono na etatach mężczyzn do pracy jako białe misie – w spółdzielni usługowej „Foto-Jedność” było ich aż ośmiu. Każdy z nich miał swój rewir w Zakopanem, a za swoją pracę wynagradzani byli według najniższej stawki godzinowej pracownika niewykwalifikowanego. Po transformacji systemowej w Polsce „Foto-Jedność” upadła, a białe misie się sprywatyzowały.

Białego misia można było spotkać na Krupówkach, w Dolinie Kościeliskiej, na Gubałówce, w Kuźnicach, ale także, między innymi, w Ciechocinku, Krynicy-Zdroju, Sopocie, Szklarskiej Porębie i Warszawie. Ponadto pojawiał się na różnego rodzaju festynach, jarmarkach i odpustach. Często miał ze sobą owczarki podhalańskie, bernardyny, żywą małpkę lub kucyka dla ocieplenia wizerunku. 

Biały miś zawsze był reklamą góralskiej gościnności. Osoba wykonująca ten typ usługi była tutejsza, to znaczy znała góralskie zwyczaje i gwarę. To podnosiło atrakcyjność spotkania z taką maskotką. [...] Do tej pracy trzeba znać się na ludziach i wyczuwać, jakie chcą zdjęcie, bo jedni stoją «sztywno», a inni chcą interakcji. Wtedy trzeba odpowiednio się zachować jako miś. Dzieci czasami same się przytulą i nie chcą miśka puścić, a inne, nieśmiałe, boją się. Niektórzy chcą, żeby życzenia składać, to muszę i coś przyśpiewać. Czasem dokuczają, popychają, śniegiem rzucają... Czasem zaczepiają, ale jak rozbierę łeb, to nabierają szacunku do dziadka. Miś widzi tylko tę lepszą stronę ludzi, bo kto by się na misia obrażał czy był na niego zły.

## Strój
Strój białego misia jest bardzo ciepły i ciężki – skóra waży 8, a z głową 11 kilogramów. Futra na kostium pochodzą z cakli – rasy owiec tradycyjnie hodowanej na Podhalu, ponadto muszą być odpowiednio garbowane, aby się nie rozpadły. Na strój jednego misia, którego ze względu na wykonanie nie można prać, potrzeba skór 10 owiec. We współcześnie używanym stroju zęby, pazury, głowa i szczęka wystrugane są z drewna, natomiast włos musi iść do dołu. Rozwarty pysk musi zapewnić widoczność przebierańcowi i nie pozwalać na to, aby turyści zobaczyli, kto jest przebrany za białego misia.

## Film
Biały miś pojawia się między innymi w filmach Biały niedźwiedź (1959), w reżyserii Jerzego Zarzyckiego i Przepraszam, czy tu biją? (1976), w reżyserii Marka Piwowskiego.